# Sredno Selo, Varna
Sredno Selo (în bulgară Средно Село) este un sat în comuna Vetrino, regiunea Varna,  Bulgaria. 

## Demografie
Componența etnică a satului Sredno Selo
     Bulgari (66,03%)
     Nicio identificare (33,96%)
     Altele (0%)
La recensământul din 2011, populația satului Sredno Selo era de 53 locuitori. Din punct de vedere etnic, majoritatea locuitorilor (66,03%) erau bulgari. Pentru 33,96% din locuitori nu este cunoscută apartenența etnică.